# Ivan Josip Vitezić
Dr Ivan Vitezić (27. kolovoza 1806. – 4. rujna 1877.), bio je krčki biskup. Brat je hrvatskog političara Dinka Vitezića.
Poznat je po tome što je 1863. prigodom obnove romaničkog zvonika crkve sv. Lucije iz 13. st., graditelja Andrije iz Krka, dao sniziti zvonik za jedan kat. Istom prigodom je na uglovima je ugrađena kamena plastika, simbol četiri evanđelista.
Krčki je biskup bio od 1854. godine. Naslijedio je na biskupskoj stolici Bartola Bozanića. Vitezić je bio biskup do 1877. godine.
U svojoj je oporuci dao ustanoviti knjižnicu obitelji Vitezić. To je izvršio njegov brat zakladnim listom od 17. prosinca 1898. godine, kao ovršitelj oporuke. Na ulazu u grad Vrbnik je tako sagrađen Hrvatski dom odnosno kako ga se još zvalo Vitezićev dom. Svečano je otvoren 4. kolovoza 1901. godine.

## Vanjske poveznice
- Knjižnica strojarske škole  Arhivirana inačica izvorne stranice od 14. lipnja 2007. (Wayback Machine) Ivana Vladilo: Knjižnica obitelji Vitezić u Vrbniku na otoku Krku, Rijeka, prosinac 1994.